# Komitat Vas
Das Komitat Vas [ˈvɒʃ] (ungarisch Vas vármegye, deutsch veraltet Eisenburg) ist ein Verwaltungsbezirk im Westen Ungarns. Es hat eine Fläche von 3.336,11 km² und 248.199 Einwohner (Stand 2024). Der Komitatssitz ist Szombathely, andere wichtige Städte sind Vasvár, Sárvár, Körmend und Kőszeg.

## Geographie
Hauptfluss ist die Raab. Die Landschaft ist hügelig und geht im Norden in die Kleine Ungarische Tiefebene über. Das Komitat grenzt an Österreich (Burgenland), an Slowenien sowie an die Komitate Győr-Moson-Sopron, Veszprém und Zala.

## Gliederung
Durch die Regierungsverordnung Nr. 218/2012 vom 13. August 2012 wurden zum 1. Januar 2013 die statistischen Kleinregionen (ungarisch kistérség) abgeschafft und durch eine annähernd gleiche Anzahl von Kreisen (ungarisch járás) ersetzt. Die Kleingebiete blieben für Planung und Statistikzwecke noch eine Zeitlang erhalten, wurden dann aber am 25. Februar 2014 endgültig abgeschafft. Bis zur Auflösung gab es 9 Kleingebiete im Komitat. Die Kleingebiete Celldömölk, Szombathely und Vasvár blieben während der Reform in ihren Grenzen unverändert.

### Ehemalige Einteilung
Bis Ende 2012 existierten folgende Kleingebiete (kistérség) im Komitat Vas
| Code | Kleingebiet   | Verwaltungssitz | Einwohner (31. Dezember 2012) | Fläche in km² | Anzahl der Gemeinden | davon Städte |
| ---- | ------------- | --------------- | ----------------------------- | ------------- | -------------------- | ------------ |
| 4801 | Celldömölk    | Celldömölk      | 24.787                        | 474,13        | 28                   | 1            |
| 4802 | Csepreg       | Csepreg         | 10.643                        | 184,86        | 16                   | 2            |
| 4803 | Körmend       | Körmend         | 20.967                        | 330,91        | 25                   | 1            |
| 4804 | Kőszeg        | Kőszeg          | 17.971                        | 185,07        | 15                   | 1            |
| 4805 | Őriszentpéter | Őriszentpéter   | 6.412                         | 305,23        | 22                   | 1            |
| 4806 | Sárvár        | Sárvár          | 35.721                        | 601,98        | 32                   | 2            |
| 4807 | Szentgotthárd | Szentgotthárd   | 14.666                        | 233,43        | 15                   | 1            |
| 4808 | Szombathely   | Szombathely     | 110.504                       | 646,36        | 40                   | 2            |
| 4809 | Vasvár        | Vasvár          | 13.623                        | 374,14        | 23                   | 1            |

### Aktuelle Einteilung
Das Komitat Vas gliedert sich in 7 Kreise (ungarisch járás) mit 216 Ortschaften: die Stadt Szombathely mit Komitatsrecht (ungarisch Megyei jogú város), 12 Städte ohne Komitatsrecht (ungarisch város) und 203 Gemeinden (ungarisch község). Im Komitat Vas gibt es keine Großgemeinden (ungarisch nagyközség).

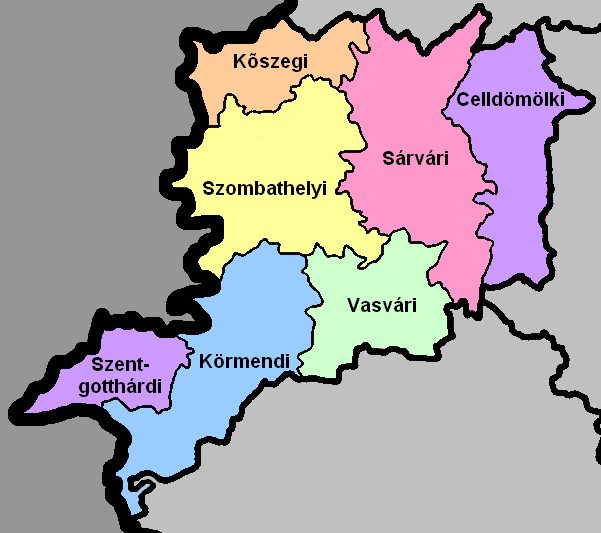
Kreise im Komitat Vas

| Ortschaftstyp             | Anzahl | Fläche (in km²) | Fläche (in km²) | Fläche (in km²) | Bevölkerung am 1. Januar 2016 | Bevölkerung am 1. Januar 2016 | Bevölkerung am 1. Januar 2016 | Bevölkerungs- dichte (Ew/km²) |
| Ortschaftstyp             | Anzahl | absolut         | anteilig        | im Durchschnitt | absolut                       | anteilig                      | im Durchschnitt               | Bevölkerungs- dichte (Ew/km²) |
| ------------------------- | ------ | --------------- | --------------- | --------------- | ----------------------------- | ----------------------------- | ----------------------------- | ----------------------------- |
| Stadt mit Komitatsrecht   | 1      | 97,50           | 2,92 %          |                 | 77.973                        | 30,74 %                       |                               | 799,7                         |
| Städte ohne Komitatsrecht | 12     | 521,40          | 15,63 %         | 43,45           | 78.238                        | 30,84 %                       | 6.520                         | 150,1                         |
| Gemeinden                 | 203    | 2.717,20        | 81,45 %         | 13,39           | 97.478                        | 38,42 %                       | 480                           | 35,9                          |
| Komitat Vas gesamt        | 216    | 3.336,10        |                 | 15,44           | 253.689                       |                               | 1.174                         | 76,0                          |

Die derzeitigen Kreise sind:
| Code | Kreis         | Kreissitz     | Einwohner (1. Januar 2013) | Fläche in km² | Anzahl der Gemeinden | davon Städte |
| ---- | ------------- | ------------- | -------------------------- | ------------- | -------------------- | ------------ |
| 176  | Celldömölk    | Celldömölk    | 24.787                     | 474,13        | 28                   | 1            |
| 177  | Körmend       | Körmend       | 26.865                     | 614,53        | 46                   | 2            |
| 178  | Kőszeg        | Kőszeg        | 25.473                     | 286,45        | 21                   | 3            |
| 179  | Sárvár        | Sárvár        | 38.862                     | 685,46        | 42                   | 2            |
| 180  | Szentgotthárd | Szentgotthárd | 15.180                     | 255,04        | 16                   | 1            |
| 181  | Szombathely   | Szombathely   | 110.504                    | 646,36        | 40                   | 2            |
| 182  | Vasvár        | Vasvár        | 13.623                     | 374,14        | 23                   | 1            |

### Größte Ortschaften
| Stadt/Gemeinde       | Deutscher Name            | Einwohner (1. Januar 2016) |
| -------------------- | ------------------------- | -------------------------- |
| Szombathely          | Steinamanger              | 77.973                     |
| Sárvár               | Kotenburg                 | 14.797                     |
| Kőszeg               | Güns                      | 11.730                     |
| Körmend              | Kirment                   | 11.419                     |
| Celldömölk           | Kleinmariazell            | 10.827                     |
| Szentgotthárd        | Sankt Gotthard            | 8.872                      |
| Vasvár               | Eisenburg                 | 4.229                      |
| Bük                  | Wichs                     | 3.579                      |
| Csepreg              | Steffelberg               | 3.272                      |
| Vép                  | Wettendorf                | 3.266                      |
| Gencsapáti 1         | Gensdorf                  | 2.713                      |
| Répcelak             | Lackenbach an der Rabnitz | 2.632                      |
| Ják 1                | Sankt Georgen             | 2.593                      |
| Táplánszentkereszt 1 |                           | 2.542                      |
| Jánosháza            | Ernesburg                 | 2.461                      |

Ortschaften ohne Titelzusatz sind Städte (város). 1 Gemeinden (község)

### Bevölkerungsentwicklung des Komitats
Bemerkenswert ist eine nahezu stetige Abnahme der Bevölkerung. Fettgesetzte Datumsangaben sind Volkszählungsergebnisse.
| Datum       | Einwohnerzahl | Datum      | Einwohnerzahl |
| ----------- | ------------- | ---------- | ------------- |
| 01.01.19601 | 282.728       | 01.01.2007 | 263.251       |
| 01.01.1970  | 277.619       | 01.01.2008 | 261.877       |
| 01.01.1980  | 285.498       | 01.01.2009 | 260.950       |
| 01.01.1990  | 275.944       | 01.01.2010 | 259.364       |
| 01.01.2001  | 269.149       | 01.01.2011 | 257.688       |
| 01.02.2001  | 268.123       | 01.10.2011 | 256.629       |
| 01.01.2002  | 268.591       | 01.01.2012 | 256.215       |
| 01.01.2003  | 267.429       | 01.01.2013 | 255.294       |
| 01.01.2004  | 266.342       | 01.01.2014 | 254.580       |
| 01.01.2005  | 265.229       | 01.01.2015 | 253.997       |
| 01.01.2006  | 264.361       | 01.01.2016 | 253.689       |

11960: Anwesende Bevölkerung; sonst Wohnbevölkerung

### Bevölkerungsentwicklung der Kreise
Bis auf den Kreis Szombathely ist eine negative Bevölkerungsbilanz erkennbar.
| Kreisname     | Bevölkerungsstand am 1. Januar | Bevölkerungsstand am 1. Januar | Bevölkerungsstand am 1. Januar | Bevölkerungsstand am 1. Januar |
| Kreisname     | 2013                           | 2014                           | 2015                           | 2016                           |
| ------------- | ------------------------------ | ------------------------------ | ------------------------------ | ------------------------------ |
| Celldömölk    | 24.787                         | 24.535                         | 24.312                         | 24.068                         |
| Körmend       | 26.865                         | 26.692                         | 26.348                         | 26.196                         |
| Kőszeg        | 25.473                         | 25.578                         | 25.572                         | 25.649                         |
| Sárvár        | 38.862                         | 38.653                         | 38.488                         | 38.474                         |
| Szentgotthárd | 15.180                         | 15.227                         | 15.179                         | 15.080                         |
| Szombathely   | 110.504                        | 110.392                        | 110.772                        | 110.849                        |
| Vasvár        | 13.623                         | 13.503                         | 13.326                         | 13.373                         |
| Komitat Vas   | 255.294                        | 254.580                        | 253.997                        | 253.689                        |

## Politik
Bei den Kommunalwahlen im Jahr 2019 und im Jahr 2024 waren die Ergebnisse im Komitat Vas wie folgt:
| Kommunalwahl | Fidesz-KDNP | Jobbik | MM     | DK     | MSZP   | MHM     | Követ  | LMP    | Sonstige |
| ------------ | ----------- | ------ | ------ | ------ | ------ | ------- | ------ | ------ | -------- |
| Stimmen 2019 | 61,58 %     | 9,99 % | 7,51 % | 7,33 % | 6,92 % |         |        |        | 6,68 %   |
| Stimmen 2024 | 59,07 %     |        | 7,37 % | 7,44 % | 3,71 % | 11,22 % | 8,97 % | 2,22 % |          |

Sitzverteilung 2019
- Fidesz-KDNP: 11 Sitze
- Jobbik: 1 Sitze
- MM: 1 Sitz
- DK: 1 Sitze
- MSZP: 1 Sitz
- Sonstige: 0 Sitze

Sitzverteilung 2024
- Fidesz-KDNP: 10 Sitze
- MHM: 2 Sitze
- Követ: 1 Sitz
- DK: 2 Sitze
- MM: 2 Sitz
- MSZP: 0 Sitze
- LMP: 0 Sitze

## Geschichte und Kultur

### Museen
Die staatliche Direktion der Museen des Komitats Vas ist Träger von 10 Komitatsmuseen. Komitatssitz ist die Stadt Szombathely.
| - Celldömölk, Ságberg-Museum - Csempeszkopács, Heimatmuseum (Helytörténeti Múzeum) - Csepreg, Stadtmuseum (Városi Múzeum) - Csönge, Sándor-Weöres-Gedenkmuseum (Emlékmúzeum) - Egyházashetye, Dániel-Berzsenyi-Museum - Felsőcsatár, Eiserner-Vorhang-Museum - Hegyfalu, Postkartenmuseum (Képeslap Múzeum) | - Körmend, Dr. László-Batthyány-Strattmann-Museum* - Kőszeg, Stadtmuseum* (Városi Múzeum) - Kőszeg, Apothekenmuseum* (Patikamúzeum) - Nagygeresd, Dorfmuseum (Falumúzeum) - Sárvár, Ferenc Nádasdy-Museum* - Szentgotthárd, Ágoston-Pável-Museum* - Szombathely, Savaria-Museum* | - Szombathely, Iseum Savariense - Szombathely, Paulovics István Járdányi-Ruinengarten* - Szombathely, Szombathelyi Képtár - Szombathely, Smidt-Museum* - Szombathely, Freilichtmuseum des Komitats Vas* - Vasasszonyfa, Awaren-Museum - Velem, Wassermühlenmuseum |

* Komitatsmuseum

## Bildergalerie

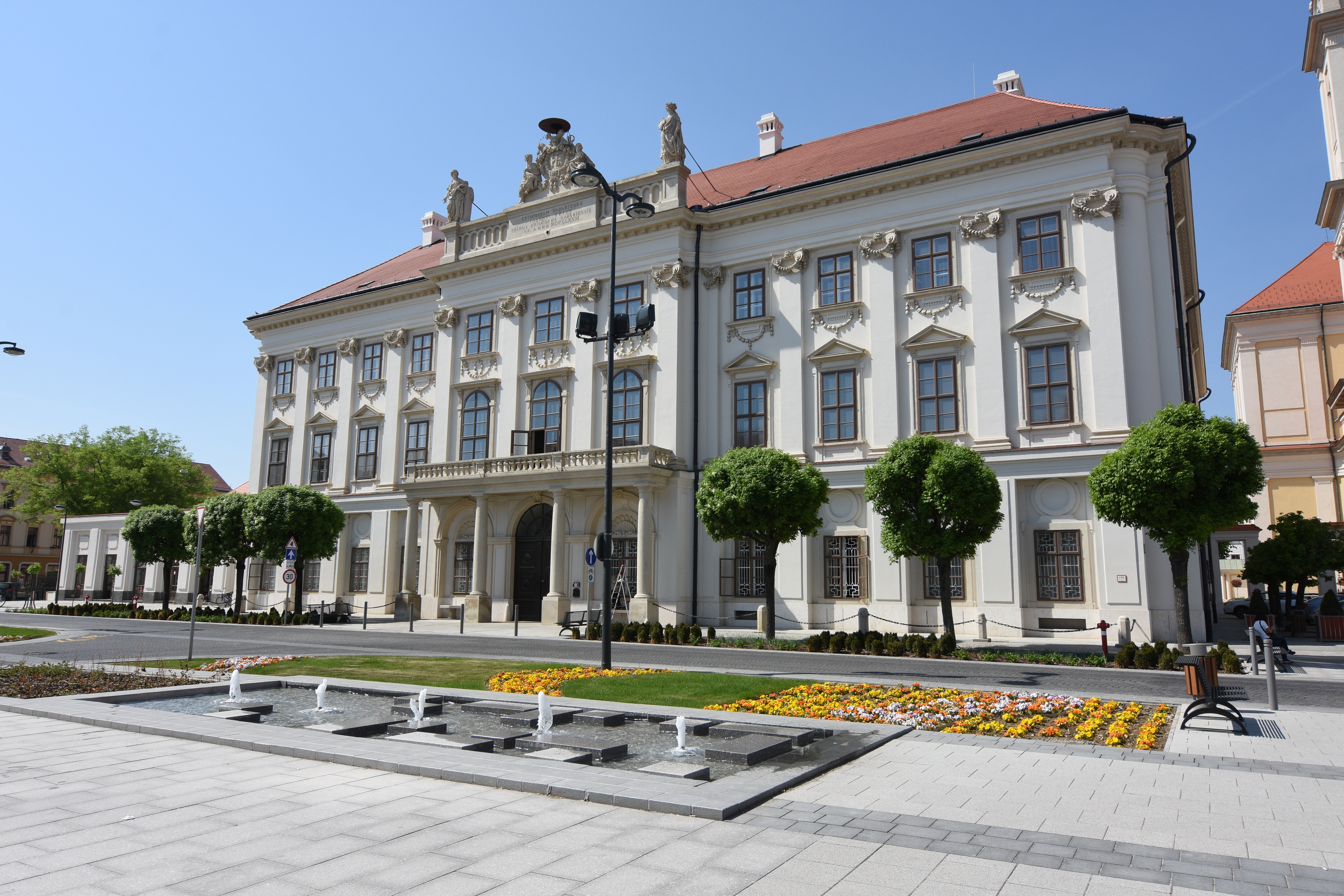
Szombathely
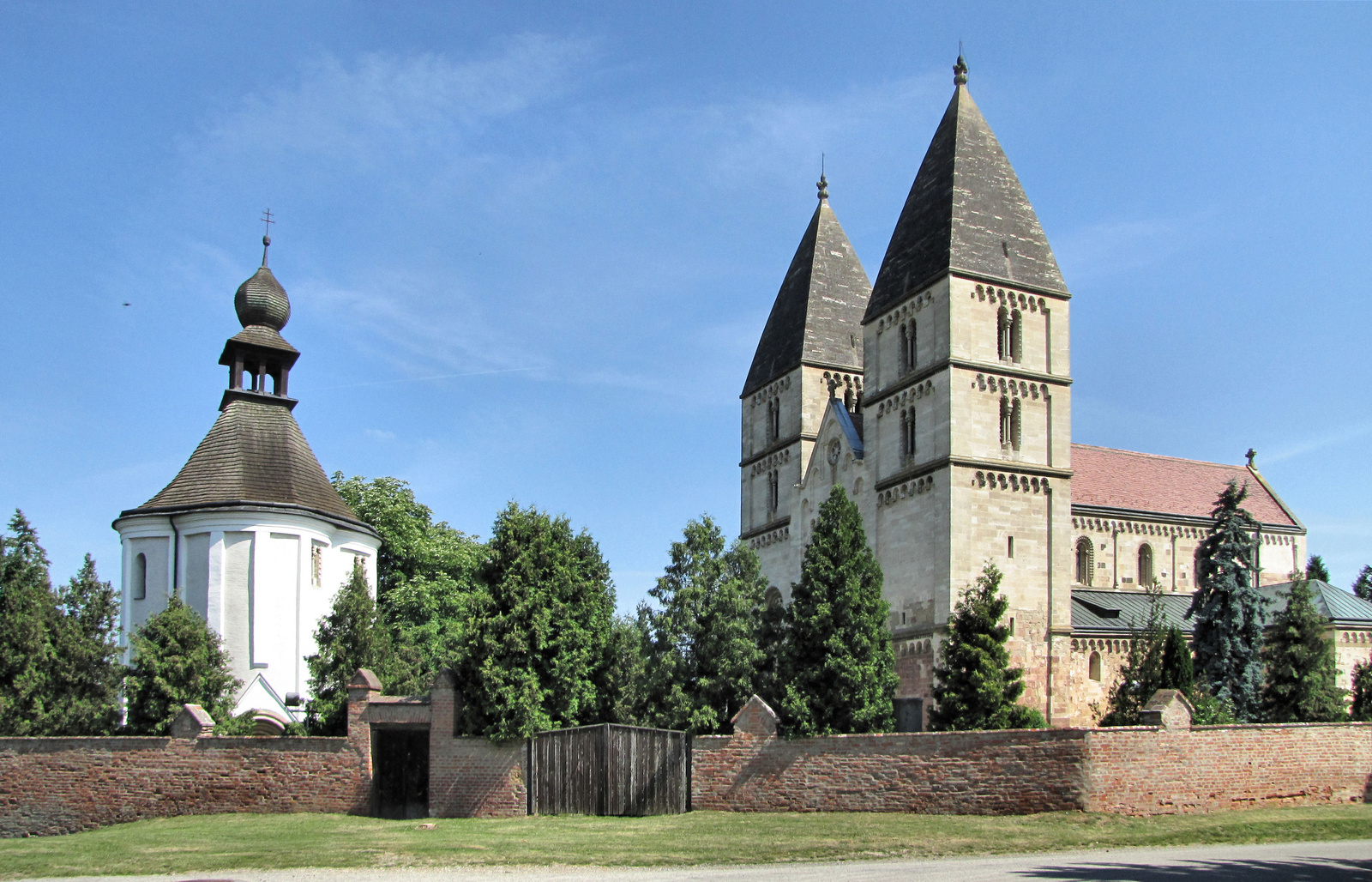
St. Georg in Ják
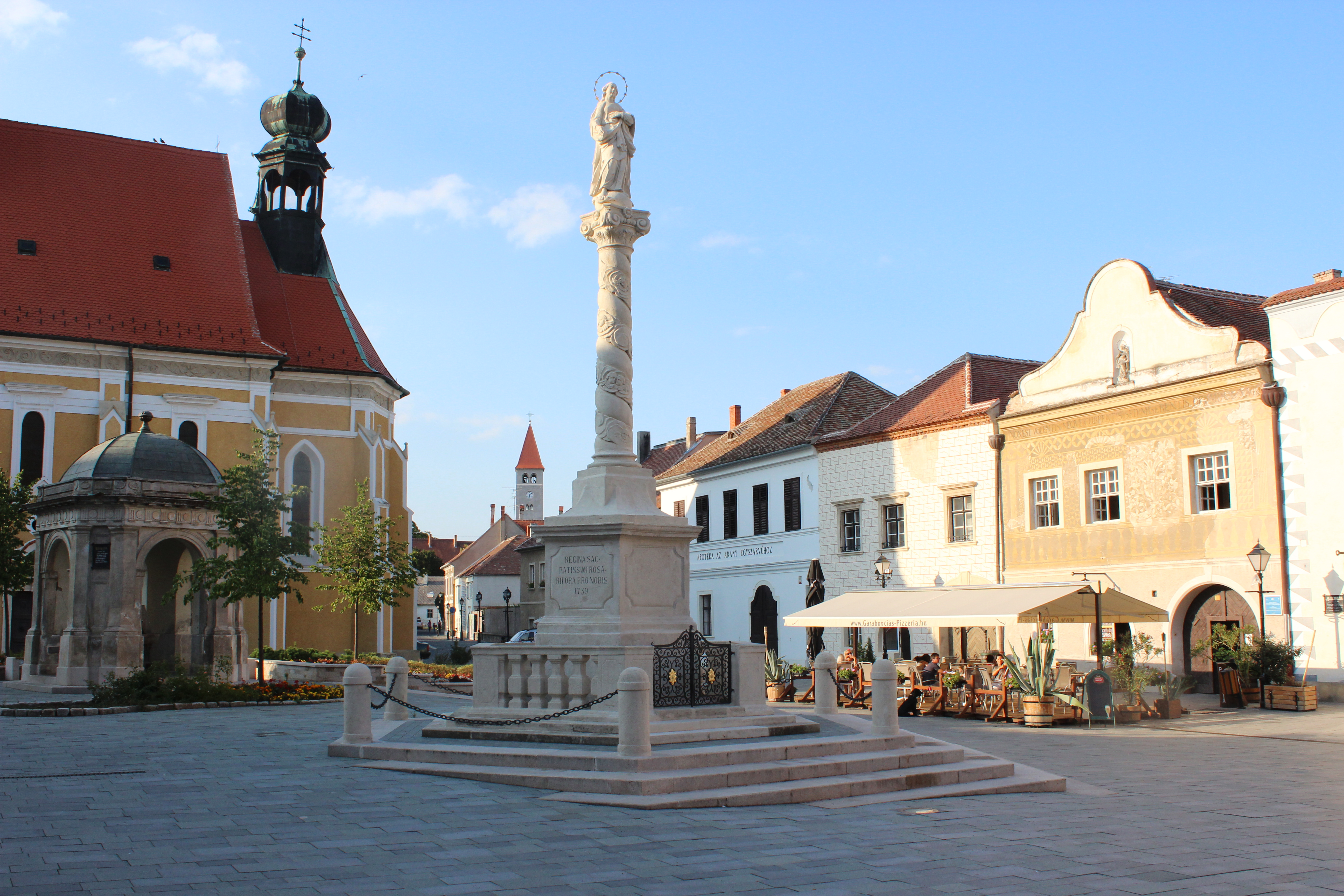
Kőszeg
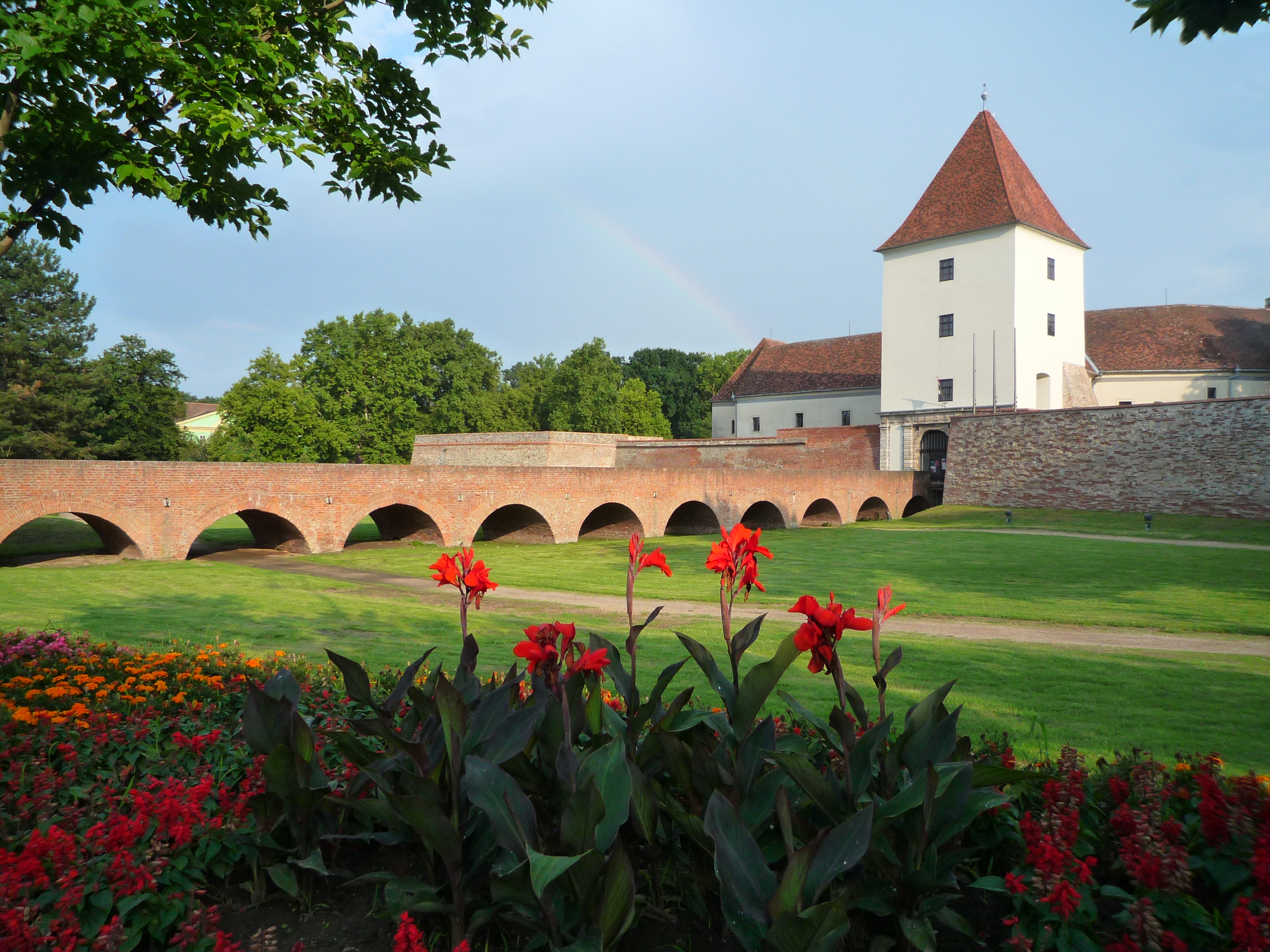
Schloss Nádasdy in Sárvár